# Bita-Ba
Bita-Ba ist eine osttimoresische Aldeia im Sucos Bairro Pite (Verwaltungsamt Dom Aleixo, Gemeinde Dili). 2015 lebten in Bita-Ba 801 Menschen.

## Lage und Einrichtungen
Bita-Ba liegt im Nordwesten des Sucos Bairro Pite, im Stadtteil Hudilaran (deutsch Bananenhain). Entlang der Südgrenze verläuft die Avenida de Hudi-Laran. Gegenüber befinden sich die Aldeias Rainain und Haburas. Östlich von Bita-Ba liegt die Aldeia Teki-Teki und nördlich die Aldeia Andevil. Im Westen grenzt Bita-Ba an den Suco Comoro.
Im Südosten von Bita-Ba befindet sich an der Avenida de Hudi-Laran der Sitz von Radio Liberdade Dili.